# Anzon Australia
Die Anzon Australia Limited (AZA) war ein mittelgroßer australischer Konzern der Erdöl- und Erdgaswirtschaft, der die Lagerstätte Basker-Manta-Gummy (Öl- und Gasfeld) im Gippslandbecken von Victoria ausbeutete. Der Firmensitz befand sich in Sydney.
Gegründet wurde das Unternehmen am 15. Dezember 2003, das an der Australischen Börse gelistet war. Stephan Koraknay war der Eigner der ursprünglichen Anzon Energy Limited, der die AZA an die Börse führte. Die Roc Oil Company übernahm am 16. Oktober 2008 das Unternehmen, nachdem es mehr als 90 Prozent der Aktien in ihrem Besitz gebracht hatte und verschmolz es mit der Roc Oil, woraufhin die AZA an der Australischen Börse entlistet wurde.